# Критична маса (бициклизам)
Критична маса је бициклистичка манифестација која се одржава обично сваког последњег петка у месецу, а један од циљева је промоција вожње бицикла и безбедности у саобраћају. Догађај је настао 1992. године у Сан Франциску и данас се одржава у више од 300 градова широм света.
Критична маса се описује, између осталог, као „врста политичког протеста“, а окарактерисана је и као део ширег друштвеног покрета. Учесници манифестације инсистирају да би Критична маса требало да се посматра као једна врста „прославе“ и спонтаног окупљања, а не као протест или организоване демонстрације.
Данас се Критична маса организује и у Београду, Новом Саду, Сремској Митровици и другим градовима широм Србије.